# Buyannemekh Ganbat
Buyannemekh Ganbat (13 de junio de 2003) es un futbolista mongol que juega en la demarcación de delantero para el FC Kharaatsai de la Segunda Liga de Mongolia.

## Selección nacional
Tras jugar en las categorías inferiores de la selección, finalmente hizo su debut con la selección de fútbol de Mongolia en un partido amistoso contra Georgia que finalizó con un resultado de 6-1 tras el gol de Baljinnyam Batbold para Mongolia, y de Davit Volkovi, Saba Lobjanidze, Giorgi Beridze, Budu Zivzivadze y un doblete de Giorgi Chakvetadze para Georgia.

## Clubes
| Club          | País     | Año   | Partidos | Goles |
| ------------- | -------- | ----- | -------- | ----- |
| FC Kharaatsai | Mongolia | 2021- |          |       |